# Egyirányú kommunikáció
Az egyirányú kommunikációs rendszer esetén minden jel, jelzés, információ csak és kizárólag csak egy irányba áramlik. Két pont között szimplex kapcsolat van. Ilyen esetben a vevőnek (nyelő) nincs módja a folyamaton belül a feladó (adó, forrás) szerepét betölteni.
Ilyen rendszerek gyakran használatosak a műsorszóró hálózatokban, ahol a jelvevők nem tudnak semmilyen jelzést vagy adatot visszaküldeni a műsorszórónak/adónak. 
Ugyancsak egyirányú kommunikációs csatornát használnak a légi- és tengeri közlekedésben használt különféle irányadók, de ide sorolhatók a világítótornyok, a közlekedési jelzőtáblák is.
Fontos, hogy az egyirányú kommunikációs rendszert megkülönböztessük a félduplex kommunikációs csatornától, ahol ugyan egy időben egyirányú a kommunikáció, de annak iránya megfordul az adó és a vevő között (olyankor is szigorúan egyirányú). Az egyirányú kommunikációs rendszer esetén az adatáramlás iránya soha sem fordulhat meg, technikai okok miatt sem.

## Példák
- Televíziós műsorszórás
- Kereskedelmi rádió műsorszórás (nem értve ide a CB rádiót, PMR rádiót stb.)
- Személyhívó rendszerek
- Teletext rendszerek
- Biztonsági (felügyeleti és/vagy riasztó) rendszerek
- Műholdas navigációs rendszerek
- Előadás (például költői felolvasás)